# Петро I Петрович-Негош
Петро I Петрович Негош 1748 — 18 жовтня 1830 — митрополит і правитель Чорногорії.

## Біографія

### Початок правління

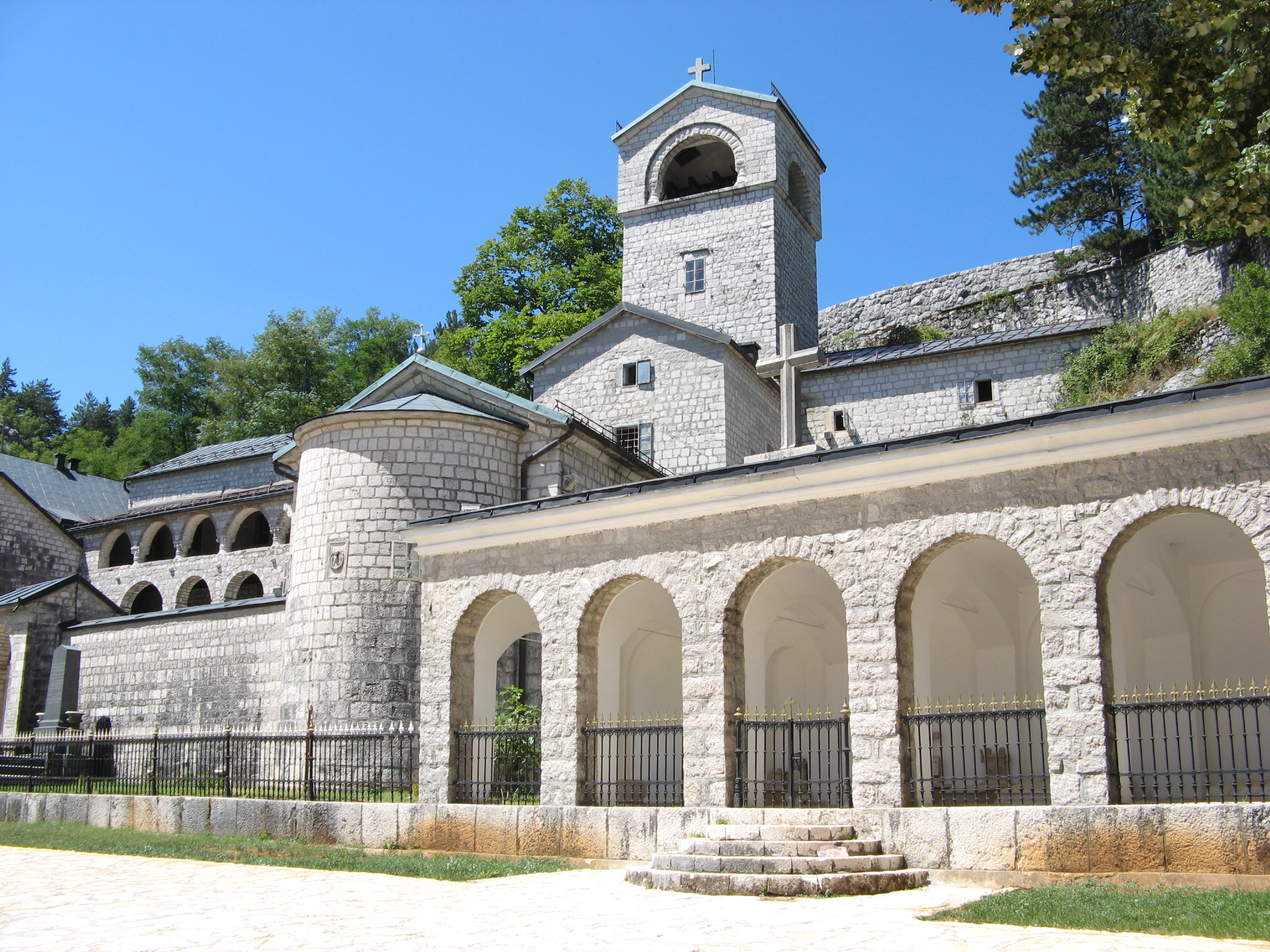
Цетинський монастир

Петро I Петрович Негош народився в Негушах в 1748 році. Його батьками були Марк Даміанов Петрович і Ангеліна — Анфіса, уроджена Мартіновіч. У 12 років був пострижений в монахи, а в 17 років став дияконом. У 1765 р. він відправився на навчання до Росії. У 1779 році Петро входив до складу чорногорської делегації, яка у Відні просила у австрійської імператриці Марії-Терезії заступництва і фінансової допомоги князівству.
Вбивство Стефана Малого і проголошення Арсенія Пламенаца владикою князівства (він, також як і його попередник, не був членом династії Петрович-Негош) знову призвело Чорногорію до анархії. Після смерті Пламенаца Чорногорський собор обрав на престол Петра.
З Карловців, де він був коронований, Петро відправився до Росії з метою поліпшення відносин з російським двором після періоду правління Стефана Малого. Владику Петра і його майбутнього секретаря Франческо Дольчи де Вісковіча очікував недружній прийом. Князь Григорій Потьомкін вислав його з Санкт-Петербурга. Одна з версій свідчить, що причиною цьому послужило те, що владика зустрівся з сербським генералом Семеном Зоричем, недоброзичливцем князя. Не виключено і те, що в Санкт-Петербурзі дізналися про відносини Чорногорії та Австрії.
Імператриця Катерина запросила владику до себе на прийом ще до того, як він залишив кордон імперії, але Петро був глибоко ображений. Після повернення на батьківщину він поклявся, що ноги його не буде в Росії. Однак, після повернення з Санкт-Петербурга, Петро заявив: «Той, хто проти Росії, той проти всіх слов'ян», так як Російська імперія була вірною союзницею Чорногорії з часів Петра і до самої революції 1917 року в Росії.

### Конфлікт з Османською Імперією
Коли в 1785 р. Петро перебував у Росії, князівство Чорногорія піддалася нападу Скадарського візира Махмуда -паші Бушатлі, який стверджував, що він нащадок Станко Черноевича. Бушатлі дістався до Цетинья, де він спалив Цетинський монастир. Коли Петро повернувся на батьківщину, Австрія і Росія відгукнулися на заклик допомогти владиці в оборонній війні проти підданого Османської імперії. 
13 серпня 1787 року Порта оголосила війну Росії. У цю війну також повинна була вступити Австрія, як союзник Росії. Між Австрією та Росією було, незважаючи на всі запевнення в дружбі, дуже багато недовіри і заздрості. Коли Росія, закликаючи своїх одноплемінників до боротьби, послала до Чорногорії майора Саву Мірковіча, у Відні вирішили що від цієї угоди союзників їй буде тільки шкода і Австрія послала двох офіцерів, Філіпа Вукасовіча і Людвіга Пернета. Дії Мірковіча в Чорногорії були спрямовані проти австрійських пошуків вигоди, представляючи її чорногорцям як противника православ'я. Вукасовіч підтримує Йована Радоніча, Петровського проавстрійського конкурента.
Австрія і Росія в 1791 і 1792 рр. закінчили війну з Османською імперією, і Чорногорія зіткнулася зі старим ворогом — Махмудом Пашею Бушатлі. На додаток до численних армій, була організована спеціальна, яка поширювала ворожнечу серед племен в горах Чорногорії, і в частині вільної Чорногорії. У критичний момент напередодні нападу Османської імперії, Петро зібрав чорногорців і горців і був підписаний закон (присяга) під назвою Стега.
У 1796-му чорногорці здобули дві великі перемоги в Лешанскій нахії — битва під Мартинічами і битва при Крусах. У битві при Крусах 3 жовтня 1796 тридцятитисячне османське військо на чолі з Махмудом пашею Бушатлі і сім французьких офіцерів були розбиті шеститисячним чорногорським військом. Сам Махмуд паша Бушатлі був убитий в бою, його голову, як символ перемоги Чорногорії віднесли в Цетинський монастир, в помсту за те, що він зробив з Цетинським монастирем. Чорногорія повністю звільнилася від влади Османської імперії.

### Внутрішні реформи
18 жовтня 1798 року на скупщині в монастирі Станевичі був прийнятий перший законник, названий згодом «Законник Святого Петра I». Починався він словами «В ім'я Господа Спаса нашого Ісуса Христа». Законник складався з 33 пунктів — по числу земних років Спасителя — і був прийнятий соборно і одноголосно з клятвеним цілуванням Хреста, Євангелія і мощей великомученика Пантелеймона. У 1798 році святитель Петро заснував перший чорногорський уряд «кулук». Друга частина законника була прийнята на скупщині в Цетинє 17 серпня 1803.
З перших кроків на рідній землі у новому сані, святитель став боротися зі звичаєм кровної помсти, який був поширеним у країні. Цілі родини гинули через взаємну ворожнечу, багато людей зі страху за своє життя навіть втікали в Туреччину, де приймали іслам. Петро де домовленостями, а де загрозою прокляття мирив посварені сім'ї. Також він прагнув викорінити в народі злодійство інародні звичаї, що суперечать православному вченню. Владика багато потрудився на ниві освіти народу і боротьби з бідністю.
У 1804 році російський імператор Олександр I послав до Чорногорії графа Марка Івеліча (уродженця Рисану в Бокі Которській) і чорногорського посланника при російському дворі архімандрита Стефана Вучетича, який хотів зайняти місце владики. Івеліч і Вучетич привезли з собою лист Святійшого синоду, який висував проти митрополита та його секретаря Долчі тяжкі звинувачення і вимагав з'явитися на суд до Петербурга. Але чорногорці стали на захист свого архієрея і, зібравшись у Цетинє 1 травня 1804 на Скупщину, написали листа російському царю, в якому відкинули звинувачення проти Петра і наполягали на зміні посланця, щоб він міг неупереджено в усьому розібратися. Новий російський представник Маузерський, переконався в помилковості звинувачень проти святителя.

### Боротьба за приєднання Примор'я

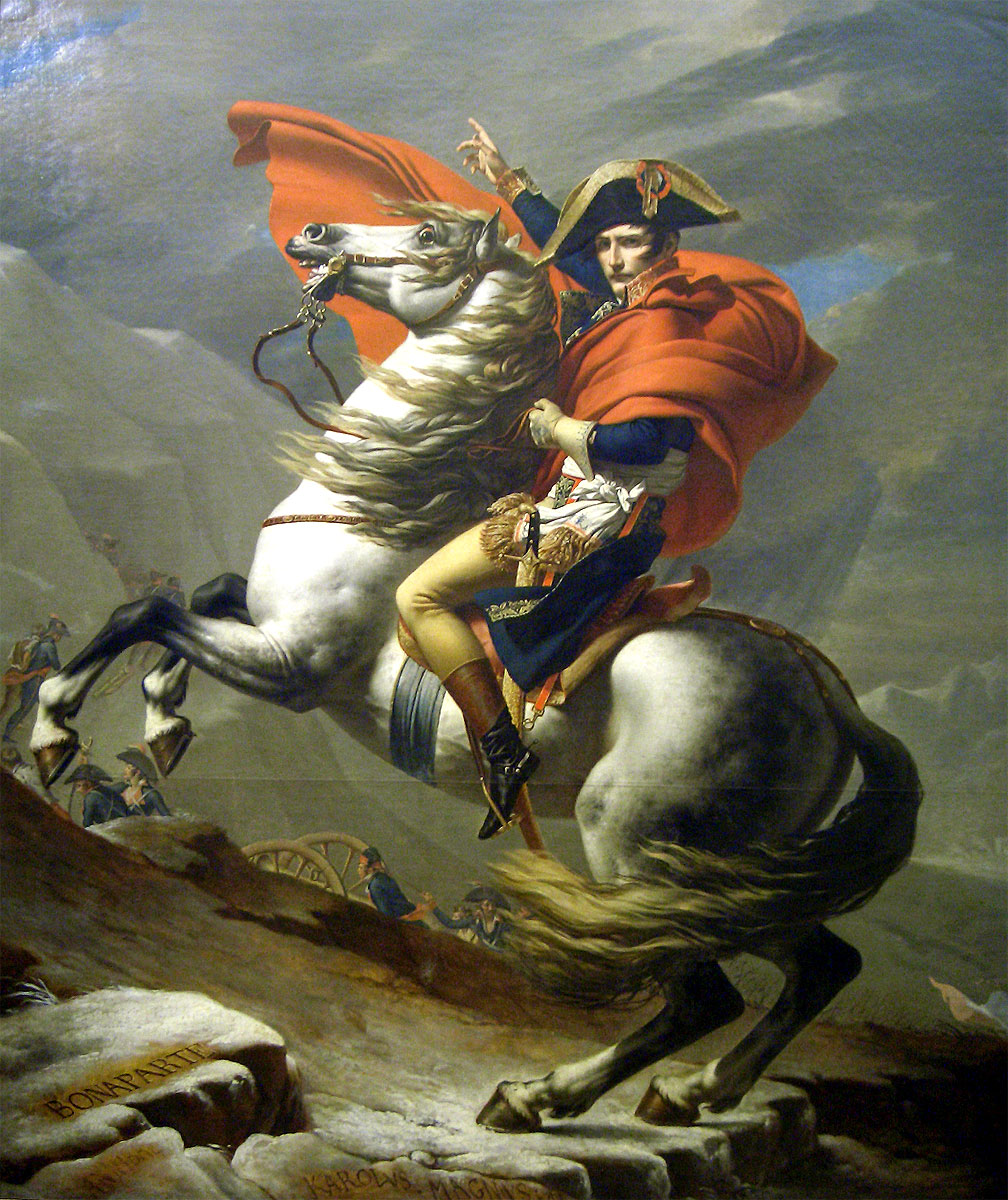
Наполеон I

У 1805 році, за умовами Пресбурзького миру Габсбурги змушені були відмовитися від усіх своїх володінь на адріатичному узбережжі на користь Наполеона. У відповідь громади Которської затоки надіслали своїх представників до Петра I з пропозицією об'єднатися з Чорногорією в єдину державу. Терміново скликана скупщина підтримала цю пропозицію і вирішила спрямувала на допомогу одноплемінникам військовий загін. Росіяни тим часом поквапилися захопити Герцег-Нові і Петро I запропонував їм розпочати перемовини про об'єднання Чорногорії під патронатом царя. Проте в 1807 році Олександр I уклав з Наполеоном I мир, за яким погодився на французьку окупацію затоки. Петро I змушений був залишити Котор.
За кілька років, коли влада окупантів ослабла, чорногорці відбили в них Будву і майже всі міста Которської затоки, окрім самого Котора. У 1813 році в містечку Доброта була скликана спільна скупщина. Дев'ять представників чорногорських племен та дев'ять делегатів від приморських громад ухвалили рішення про об'єднання в єдину державу під проводом Петра I. Був утворений і спільний уряд — Центральна комісія. Британці допомогли чорногорцям захопити острів Святого Георгія, а за кілька місяців після недовгої облоги — здобути врешті-решт Котор. Але «визволителі» за спиною Петра I домовилися з росіянами повернути Примор'я Австрії. Петро I знову змушений був поступитися.
Після цього розчарування, Чорногорія сильно постраждала. Тисячі чорногорців померли від голоду, сотні емігрували в Князівство Сербія і Російську імперію. У 1820 році горяни з Морачі на чолі з сердаром Мркоем Міюшковічем (Мркоје Міјушковіћ) розбили головні турецькі війська з Боснії на півночі Чорногорії. Петро I закликав до створення слов'янської держави, яка включала б Боснію, Сербію, Чорногорію, Которську затоку і Хорватію зі столицею в Дубровнику. Але цей план так і залишився нереалізованим.
Петро був готовий призначити Георгія Савовича Петровича (Ђорђіје Савов Петровіћ) спадкоємцем, але він віддав перевагу армії і став офіцером. Таким чином 20 січня 1827 його наступником став Радет Томович (Фомовіч) Петрович (Радет Томів Петровіћ), майбутній Петро II Петрович.

### Смерть
Увечері 17 жовтня 1830 року святитель Петро I продиктував свій заповіт чорногорцям. У ньому він призначив своїм наступником свого племінника Радівоя (Раді) — майбутнього великого чорногорського поета Петра II Негоша. Закінчувалося заповіт такими словами:
«Хай буде проклятий і той, хто б спокусився відвернути вас від вірності благочестивої і христолюбивої Росії, і всякому хто б з вас чорногорців пішов проти єдиноплемінної і єдиновірної нам Росії, дай Бог щоб у нього у живого відпало м'ясо від кісток, і не було б йому добра в цьому житті і в майбутньому.»
Наступного дня, 18 жовтня, святий Петро тихо відійшов до Бога без болю і смертних мук, оточений старійшинами чорногорських племен, яким він давав останні настанови. «Молись Богу і тримайся Росії» — сказав він своєму юному племіннику перед смертю. Над його труною перед монастирем старші поклялися жити в єдності і підкорятися його наступнику. Святитель був похований в Цетинський монастирській церкві.

### Пошанування
Рівно через 4 роки — 18 жовтня 1834 — по велінню владики Петра II була відчинена труна і відкриті нетлінні мощі святителя. Тоді ж він був зарахований до ліку святих, а його мощі покладені в відкритому ковчезі в церкві Цетинського монастиря. Службу і коротке житіє написав митрополит Сербська Михайло (Йованович). У 1895 році вони були віддруковані в Москві.
В ім'я Цетинського святителя стали споруджуватися храми. Однією з перших стала церква на вершині Ловчена, побудована в 1844 році владикою Петром II, в якій він заповів себе поховати. Ця церква, оновлена в 1920-х рр. за проектом російського архітектора Краснова, була зруйнована комуністами в липні 1972 року.
Святитель незабаром прославився як чудотворець. Одного разу арнаути, зібравшись у великій кількості, напали на чорногорське село Салковіну, де було дуже мало захисників. У вирішальний момент бою, коли арнаути кинулися на чорногорців всіма силами і останнім загрожувала неминуча загибель, попереду чорногорців з'явився вершник на білому коні. Один з албанців підскочив до нього і двічі вистрілив у нього, але вершник залишився неушкоджений, а з нього вдарило зелене полум'я, від якого арнаут побіг, крикнувши своїм: «Марно битися, коли перед чорногорцями св. Петро». За ним бігли і решта нападники. Після цієї події, коли міняли одяг на святому, черевики його виявилися повні піску.
17 жовтня 1888, напередодні дня святого Петра, у села Борки Харківської губернії сталася катастрофа царського поїзда, що прямував з Ялти до Москви. Царська сім'я дивом залишилася в живих. Чорногорці, дізнавшись про це, пояснили порятунок імператора Олександра III заступництвом святителя. Указом Чорногорського митрополита Митрофана (Бана) по всій Чорногорії було встановлено в день святого Петра Цетинського щорічне святкування чудесного порятунку царської сім'ї.
На засіданні Священного синоду Руської православної церкви, що відбувся 19–20 квітня 2000 року, було встановлено святкування Собору Санкт-Петербурзьких і Ладозьких святих, в число яких був включений і святитель Петро Цетинський, на тій підставі що він навчався в Санкт-Петербурзької духовної академії.
Мощі святого Петра Цетинського на початок XXI століття спочивали в Цетинському монастирі.